# 쿠르드 자치구
쿠르드 자치구 또는 이라크령 쿠르디스탄(쿠르드어: Başûrê Kurdistanê / Hikûmetî Herêmî Kurdistan / Herêmî Kurdistan, 아랍어: اقلیم کردستان)는 이라크 북부에 있는 쿠르드족의 자치 지역으로, 1970년 3월 11일에 바트당 정부와 무스타파 바르자니가 이끄는 쿠르드 민주당 사이 조인한 협정으로 생겼다.

## 역사
이 지역은 이라크 북동부 아르빌주, 다후크주, 술라이마니야주 등 3개 주를 포함했고 정부는 아르빌에 있다. 이라크 북부 최대 도시인 모술을 포함한 니나와주나 이라크 최대 유전 지대인 키르쿠크를 포함한 타밈주도 쿠르드족이 거주하는 지역인 쿠르디스탄에 속해 있지만 이곳은 이 지역에 포함되지 않았다.
1991년 걸프 전쟁이 일어날때에 쿠르드족 주민들은 사담 후세인에게 대항하는 시위를 하면서 미국과 영국군이 이라크 북부로 비행하는 것을 금지해서 이 지역을 보호했다. 그 결과 사실상 바그다드의 바트당 정부의 영향력 밖에 있었다. 이 시기에는 자치구가 독자적인 깃발을 가졌고, 독자적인 통화도 만들었다. 하지만 이라크 쿠르드족 세력인 2개의 주요 정당 쿠르디스탄 민주당과 쿠르디스탄 애국 동맹의 대립이 심해지면서 1994년, 1996년, 1997년에는 수천명이 사망하는 대규모 전투가 발생하면서 자치구는 2개의 정당이 지배하는 2개 지역으로 분열되었다.

### 독립 문제
2003년 이라크 전쟁으로 바트당 정권이 붕괴하자 연합국편에 가담한 쿠르드 자치구의 독립이 모술, 키르쿠크로 확대될 가능성이 커졌지만, 이라크의 아랍인이나 이라크와 같이 쿠르드족 문제가 있는 미국의 동맹인 튀르키예가 강력하게 반대하고 있어서 독립은 미지수이다. 쿠르드인들이 중동지역에 많은 평화를 가져오는 활동을 하였지만 미국은 같은 UN 국가인 튀르키예의 심한 반발에 쿠르드족의 독립을 승인하기 어려운 상황이다. 2004년 9월에 2,800명 규모의 자이툰 부대가 아르데빌 주에 주둔하였고 2008년 12월까지 이곳에서 평화 유지 및 재건을 하였다.

## 사진

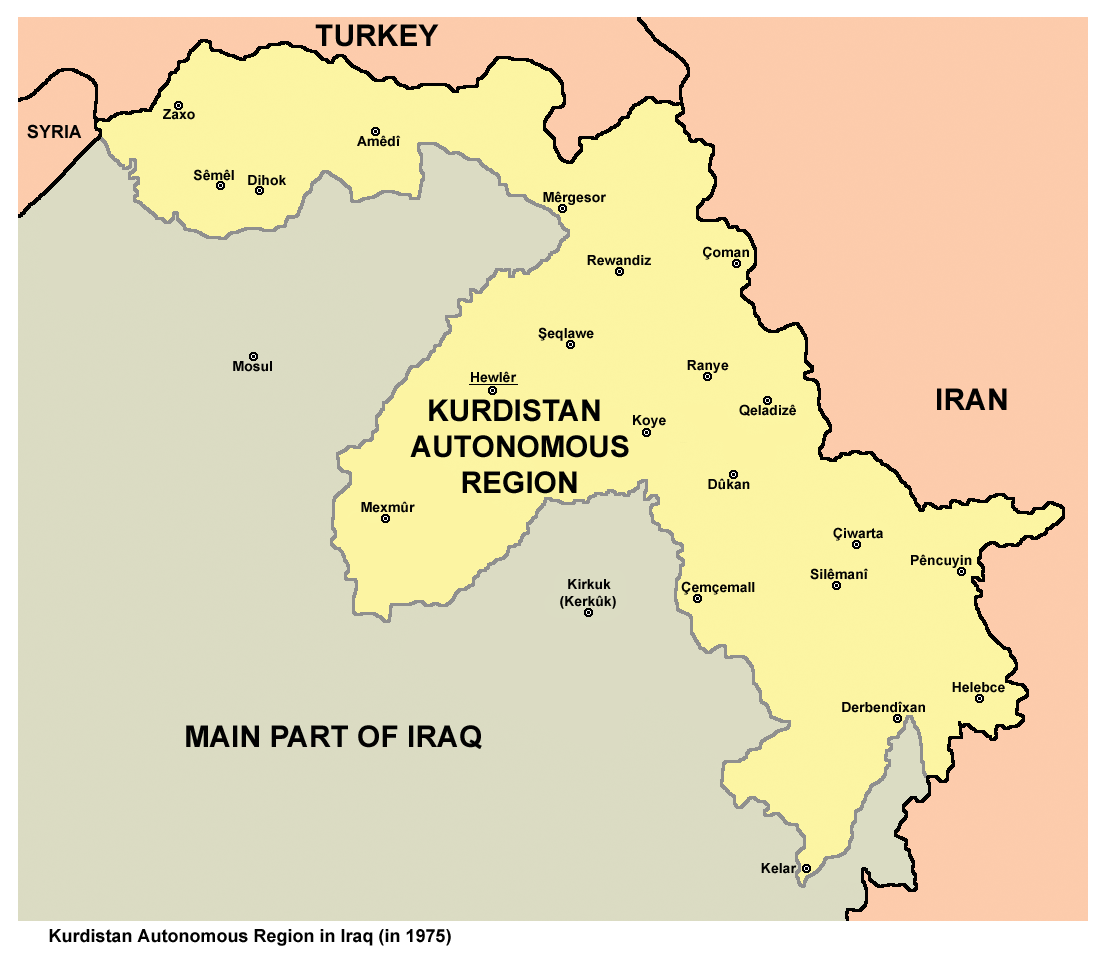
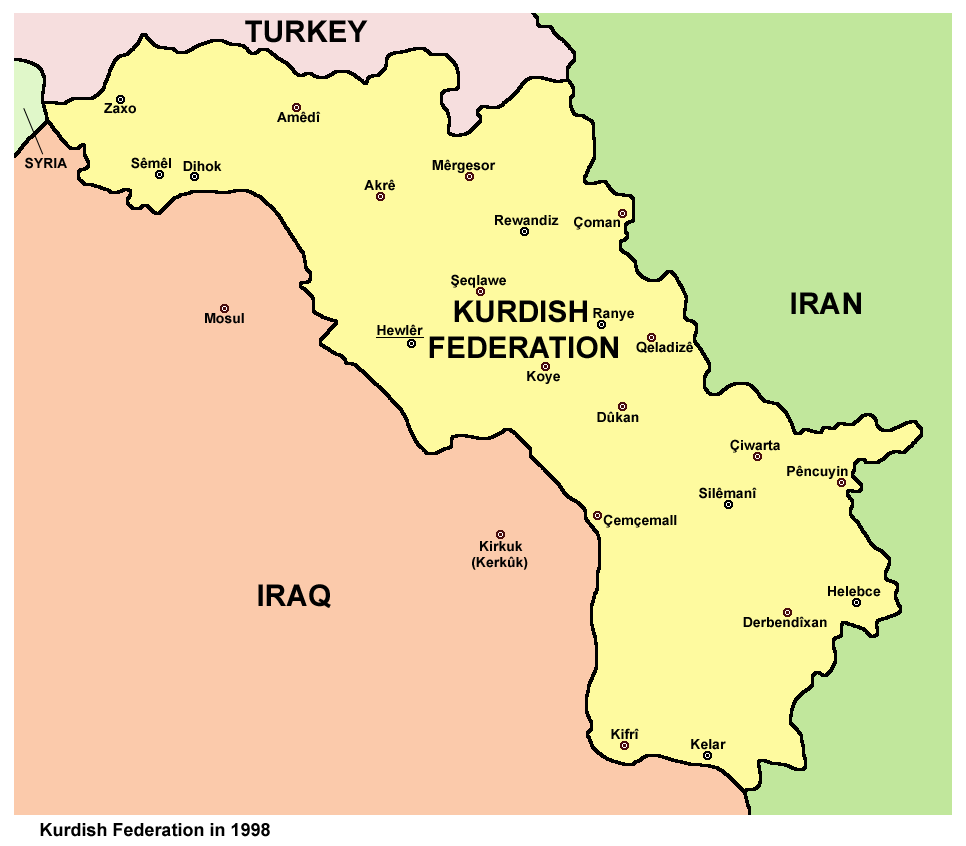
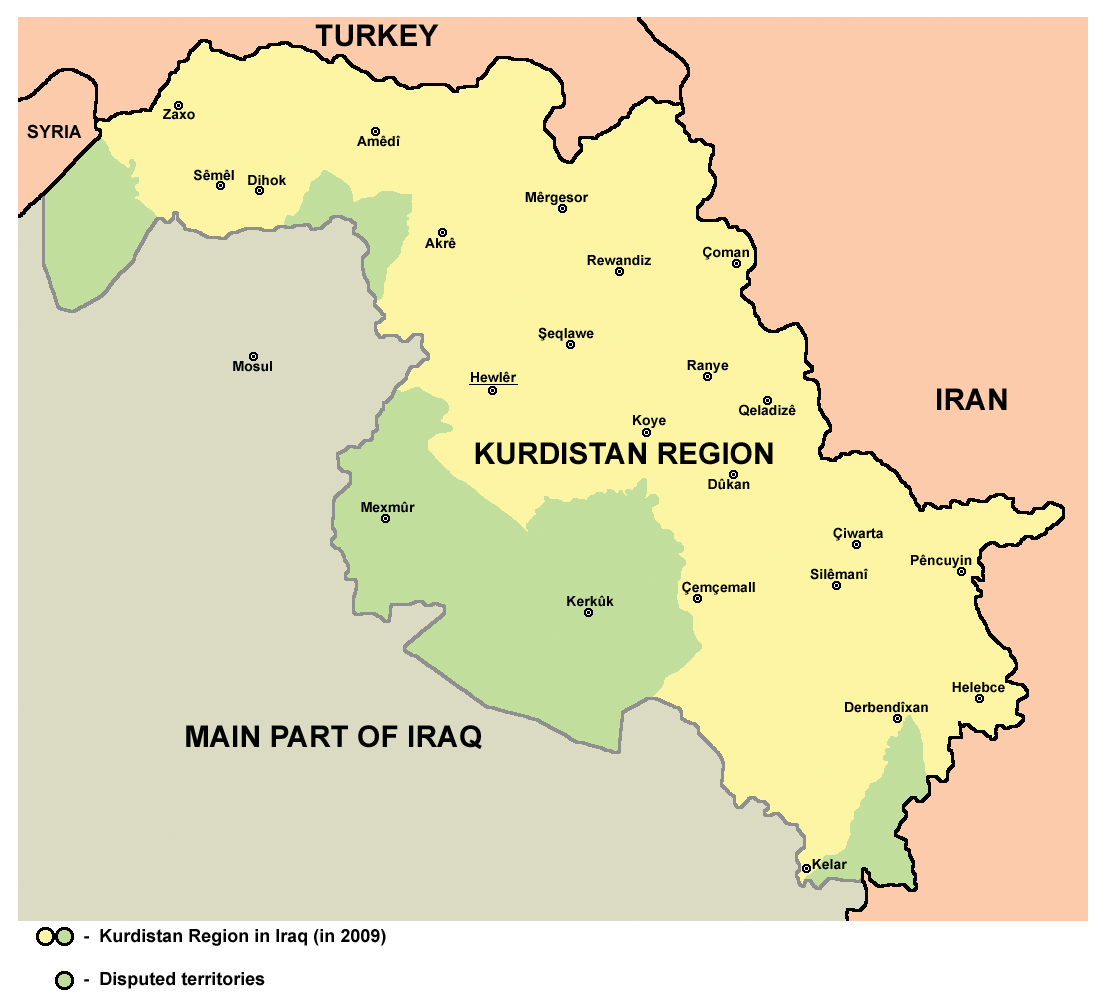

## 같이 보기
- 한국석유공사 쿠르드 원유개발사업